# Friska Viljor
Friska Viljor is een indie-rock band uit het Zweedse Stockholm.

## Biografie
Friska Viljor is ontstaan toen de vrienden Daniel Johansson en Joakim Sveningsson ongeveer gelijktijdig door hun geliefden werden verlaten. Ze verdronken hun zorgen middels de alcohol en belandden na een toer door het nachtleven van Stockholm in een studio.
De nummers op het debuutalbum Bravo! komen samen in thema's vrouwen, alcohol en rock-'n-roll. De single Gold van dit album bereikte in het thuisland van de band een 11e plaats in de hitlijsten.
Na een redelijke bekendheid in Zweden te hebben verworven is de band naar het Duitse Hamburg gereisd om daar de platenzaken een cd aan te bieden. Hieruit volgden enkele kleine optredens in cafés en later ook festivals als het Haldern-pop festival.
Tijdens optredens worden Johansson en Sveningsson bijgestaan door verschillende bevriende muzikanten.

## Discografie

### Albums
| Album met eventuele hitnotering(en) in de Nederlandse Album Top 100 | Datum van verschijnen | Datum van binnenkomst | Hoogste positie | Aantal weken | Opmerkingen     |
| ------------------------------------------------------------------- | --------------------- | --------------------- | --------------- | ------------ | --------------- |
| Gold EP                                                             | 2006                  |                       |                 |              |                 |
| Bravo!                                                              | 12-11-2007            |                       |                 |              | benelux release |
| Tour de Hearts                                                      | 23-05-2008            |                       |                 |              |                 |
| For New Beginnings                                                  | 14-10-2009            |                       |                 |              |                 |
| The Beginning of the Beginning of the End                           | 25-03-2011            |                       |                 |              |                 |

### Singles
| Single met eventuele hitnotering(en) in de Nederlandse Top 40 | Datum van verschijnen | Datum van binnenkomst | Hoogste positie | Aantal weken | Opmerkingen |
| ------------------------------------------------------------- | --------------------- | --------------------- | --------------- | ------------ | ----------- |
| Shotgun Sister                                                | 2006                  |                       |                 |              |             |